# Ken Shamrock
Kenneth Wayne Shamrock (do 1978 Kenneth Wayne Kilpatrick; ur. 11 lutego 1964 w Warner Robins, Georgia) – amerykański zawodnik mieszanych sztuk walki oraz wrestler. Okazjonalnie kickbokser oraz aktor. Promotor boksu na gołe pięści. Członek UFC Hall of Fame uznawany za ikonę i pioniera w mieszanych sztukach walki. Ze względu na sukcesy w karierze zawodnika MMA, media nadały mu przydomek Najniebezpieczniejszego człowieka świata (The World’s Most Dangerous Man). Założyciel organizacji Lion’s Den będącej klubem MMA oraz centrum szkoleniowym w mieszanych sztukach walki. W karierze wrestlera jednokrotny WWF Intercontinental Champion oraz jednokrotny World Tag Team Champion, a także zwycięzca turnieju King of the Ring w 1998 oraz jeden z prominentnych zawodników okresu Attitude Ery w historii WWE. Jest również pierwszym w historii amerykańskim zawodnikiem sportów walki praktykującym shoot style wrestling (hybryda mieszanych sztuk walki i wrestlingu) na terenie Stanów Zjednoczonych oraz popularyzatorem dźwigni na staw skokowy – ankle lock.

## Kariera

### Wrestling

#### Wczesne życie, początki w wrestlingu i występy w Japonii (1964 – 1993)
Urodził się jako Kenneth Wayne Kilpatrick w bazie wojskowej Robins Air Force Base w Warner Robins w stanie Georgia (Shamrock dorastał jako tzw. „military brat”). Jego ojciec Richard był żołnierzem w siłach powietrznych Stanów Zjednoczonych (United States Air Force), matka Diane była kelnerką i tancerką go-go. Miał też trzech braci i dorastał w czarnej dzielnicy miasta Atlanta. W dzieciństwie sprawiał problemy wychowawcze – uciekał z domu, a także przebywał w toksycznym towarzystwie brata Richiego, który był narkomanem. Jeszcze w dzieciństwie grywał w baseball i futbol. Jako trzynastolatek został wyrzucony z domu przez ojczyma. W wieku 14 lat został adoptowany przez Boba Shamrocka (dyrektora ośrodka adopcyjnego Bob Shamrock’s Boys’ Home) – wtedy też leganie zmienił nazwisko z Kilpatrick na Shamrock. W szkole średniej oprócz gry w futbol uczęszczał też na zapasy. Pod koniec lat 80. klub futbolu amerykańskiego San Diego Chargers był zainteresowany wypożyczeniem Shamrocka, jednak ten odmówił skupiając się na treningach wrestlingu. W 1989 zadebiutował w wrestlingu w federacji Atlantic Coast Wrestling, a następnie przeniósł się do South Atlantic Pro Wrestling. W 1990 rozpoczął występy w shoot style wrestlingu w japońskiej federacji Universal Wrestling Federation, gdzie zaliczał kolejne występy do 1993.

#### World Wrestling Federation (1997 – 1999)
Pod koniec lutego 1997 zadebiutował podczas odcinka Monday Night Raw, a od gali WrestleMania 13 zaczęto określać go najniebezpieczniejszym człowiekiem świata. Przez 1997 prowadził rywalizacje z Vaderem i The Hart Foundation. Od 1998 z The Rockiem i resztą zawodników Nation of Domination. W październiku 1998 sięgnął po tytuł WWF Intercontinental Championship pokonując w finale turnieju X-Paca. Tytuł ten utrzymywał do lutego 1999, tracąc go na gali St. Valentine’s Day Massacre: In Your House na rzecz Vala Venisa. W czerwcu 1998 wygrał turniej King of the Ring (1998) pokonując w finale The Rocka. Przez resztę 1998 roku prowadził rywalizację z Kingiem Mabelem i Owenem Hartem.
Jeszcze w listopadzie 1998 dołączył do stajni The Corporation dowodzonej przez Vince’a McMahona. W grudniu 1998 wraz z Big Boss Manem sięgnął po tytuły tag teamowe WWF World Tag Team Championship co uczyniło go podwójnym mistrzem, gdyż dzierżył dwa tytuły mistrzowskie (Intercontinental i World Tag Team) w jednym czasie.
Od stycznia 1999 prowadził rywalizację z Billym Gunnem, Goldustem i Valem Venisem, którzy zalecali się (w kayfabe) do jego siostry Ryan (Alicia Webb) – Ken Shamrock odgrywał w gimmicku agresywnego zawodnika, często używającego wulgaryzmów i zaborczego w stosunku do swojej „siostry”. Wczesną wiosną 1999 The Corporation rozpoczęła feud ze stajnią The Undertakera – Ministry of Darkness. Wtedy też jego siostra w wrestlingowym storyline’owym kayfabe – Ryan, została uprowadzona przez Undertakera celem złożenia jej w ofierze na jego symbolu. Shamrock rozpoczął feud z Undertakerem m.in. grożąc mu pobiciem za pomocą kija baseball’owego. Po tym jak feud z Undertakerem został przegrany przez Shamrocka – ten dołączył do nowej stajni o nazwie The Union, jednak już w maju 1999 The Union uległa rozpadowi. Następnie Shamrock uwikłał się w rywalizację ze Steve’em Blackmanem, a pod koniec 1999 również z Chrisem Jericho, z którym nie rywalizował długo, gdyż w grudniu 1999 odszedł z WWF powracając do kariery zawodnika mieszanych sztuk walki.

#### Pozostałe występy w wrestlingu (2002 – obecnie)
W marcu 2002 powrócił do wrestlingu występując w Ring of Honor (ROH), Total Nonstop Action Wrestling (TNA), gdzie sięgnął po tytuł NWA World Heavyweight Championship oraz okazjonalnie w Juggalo Championship Wrestling (JCW). W 2003 i 2004 pojawił się w New Japan Pro-Wrestling (NJPW), a także w 2004 na chwilę powrócił do TNA. Od 2018 sporadycznie występował w wrestlingu w federacjach takich jak australijska promocja Battle Championship Wrestling (BCW) oraz w sierpniu 2019 powrócił do TNA (Impact!) prowadząc różne rywalizacje m.in. z Samim Callihanem. Został też wprowadzony do galerii sław Impact Hall of Fame.

### Mieszane sztuki walki
W mieszanych sztukach walki zadebiutował w dniu 21 września 1993 w federacji Pancrase, której również był współtwórcą z innymi japońskimi wrestlerami (w 1994 wygrał turniej King of Pancrase). Jeszcze w 1993 wystąpił na pierwszej gali Ultimate Fighting Championship (UFC) – UFC 1, gdzie mierzył się w turnieju z Royce’em Gracie. Na gali UFC 6 w lipcu 1995 został UFC Superfight Championem pokonując Dana Severna w walce wieczoru. W mieszanych sztukach walki występował przez trzy lata do 1996. Następnie porozumiał się z World Wrestling Federation (WWF), przechodząc do tej federacji w 1997.
Do MMA powrócił w 2000 występując w Pride Fighting Championships oraz powracając okresowo do Ultimate Fighting Championship, gdzie prowadził rywalizację z Tito Ortizem. Jeszcze pod koniec listopada 2003 został wprowadzony do galerii sław MMA – UFC Hall of Fame. Od 2007 piastował stanowisko trenera drużyny MMA – Nevada Lions w lidze mieszanych sztuk walki International Fight League (IFL). Wystąpił również w federacji Bellator MMA.
W 2019 za pośrednictwem portalu społecznościowego Facebook ogłosił, iż „nie ma planów na dalsze występy w walkach MMA”.

#### Lista walk w formule MMA
| Data                 | Wynik      | Rekord  | Przeciwnik             | Gala                                                       | Metoda                                                                                       | Runda, Czas    | Miejsce                   | Uwagi                                                                                           |
| 19 lutego 2016       | Porażka    | 28–17–2 | Royce Gracie           | Bellator 149                                               | Techniczny nokaut (kolano i uderzenia pięściami)                                             | Runda 1, 2:22  | Houston, USA              | Powrót do wagi półcieżkiej.                                                                     |
| 19 czerwca 2015      | Porażka    | 28–16–2 | Kimbo Slice            | Bellator 138                                               | Techniczny nokaut (uderzenia pięściami)                                                      | Runda 1, 2:22  | St. Louis, USA            |                                                                                                 |
| 25 listopada 2010    | Porażka    | 28-15-2 | Mike Bourke            | KOTC – Platinum                                            | Techniczny nokaut (uderzenia pięściami)                                                      | Runda 2, 2:00  | Durban, Południowa Afryka |                                                                                                 |
| 16 października 2010 | Zwycięstwo | 28-14-2 | Johnathan Ivey         | USA MMA – Return of the Champions                          | Decyzja jednogłośna                                                                          | Runda 3, 5:00  | Lafayette, USA            |                                                                                                 |
| 18 lipca 2010        | Porażka    | 27-14-2 | Pedro Rizzo            | Impact FC 2 – The Uprising: Sydney                         | Techniczny nokaut (kopnięcie na nogę i uderzenia pięściami)                                  | Runda 1, 3:33  | Sydney, Australia         |                                                                                                 |
| 13 lutego 2009       | Zwycięstwo | 27-13-2 | Ross Clifton           | WarGods/Ken Shamrock Productions: Valentine’s Eve Massacre | Poddanie (dźwignia na łokieć)                                                                | Runda 1, 1:00  | Fresno, USA               |                                                                                                 |
| 8 marca 2008         | Porażka    | 26-13-2 | Robert Berry           | Cage Rage 25: Bring It On                                  | Nokaut (uderzenia pięściami)                                                                 | Runda 1, 3:26  | Londyn, Anglia            |                                                                                                 |
| 10 października 2006 | Porażka    | 26-12-2 | Tito Ortiz             | Ortiz vs. Shamrock 3: The Final Chapter                    | Techniczny nokaut (uderzenia pięściami)                                                      | Runda 1, 2:23  | Hollywood, USA            |                                                                                                 |
| 8 lipca 2006         | Porażka    | 26-11-2 | Tito Ortiz             | UFC 61: Bitter Rivals                                      | Techniczny nokaut (uderzenia pięściami)                                                      | Runda 1, 1:18  | Las Vegas, USA            |                                                                                                 |
| 23 października 2005 | Porażka    | 26-10-2 | Kazushi Sakuraba       | Pride 30                                                   | Techniczny nokaut (uderzenie pięścią)                                                        | Runda 1, 2:27  | Saitama, Japonia          |                                                                                                 |
| 9 kwietnia 2005      | Porażka    | 26-9-2  | Rich Franklin          | The Ultimate Fighter Finale                                | Techniczny nokaut (uderzenia pięściami)                                                      | Runda 1, 2:42  | Las Vegas, USA            |                                                                                                 |
| 19 czerwca 2004      | Zwycięstwo | 26-8-2  | Kimo Leopoldo          | UFC 48: Payback                                            | Techniczny nokaut (uderzenia kolanami)                                                       | Runda 1, 1:26  | Las Vegas, USA            |                                                                                                 |
| 22 listopada 2002    | Porażka    | 25-8-2  | Tito Ortiz             | UFC 40: Vendetta                                           | Techniczny nokaut (Corner Stoppage – rezygnacja z dalszej walki w przerwie pomiędzy rundami) | Runda 3, 5:00  | Las Vegas, USA            | Walka o mistrzostwo UFC Light Heavyweight Championship.                                         |
| 24 lutego 2002       | Porażka    | 25-7-2  | Don Frye               | Pride 19                                                   | Decyzja niejednogłośna                                                                       | Runda 3, 5:00  | Saitama, Japonia          |                                                                                                 |
| 10 sierpnia 2001     | Zwycięstwo | 25-6-2  | Sam Adkins             | WMMAA 1 – Megafights                                       | Poddanie (kimura)                                                                            | Runda 1, 1:26  | Atlantic City, USA        |                                                                                                 |
| 27 sierpnia 2000     | Porażka    | 24-6-2  | Kazuyuki Fujita        | Pride 10                                                   | Techniczny nokaut (Corner Stoppage – zmęczenie)                                              | Runda 1, 6:46  | Saitama, Japonia          |                                                                                                 |
| 1 maja 2000          | Zwycięstwo | 24-5-2  | Alexander Otsuka       | Pride Grand Prix 2000 Finals                               | Techniczny nokaut (uderzenia pięściami)                                                      | Runda 1, 9:43  | Tokio, Japonia            |                                                                                                 |
| 7 grudnia 1996       | Zwycięstwo | 23-5-2  | Brian Johnson          | UFC The Ultimate Ultimate 2                                | Poddanie (duszenie przedramieniem)                                                           | Runda 1, 5:48  | Birmingham, USA           |                                                                                                 |
| 17 maja 1996         | Porażka    | 22-5-2  | Dan Severn             | UFC 9: Motor City Madness                                  | Decyzja niejednogłośna                                                                       | Runda 1, 30:00 | Detroit, USA              | Stracił tytuł UFC Superfight Championship.                                                      |
| 16 lutego 1996       | Zwycięstwo | 22-4-2  | Kimo Leopoldo          | UFC 8: David vs. Goliath                                   | Poddanie (dźwignia na staw kolanowy)                                                         | Runda 1, 4:24  | San Juan, Portoryko       | Obronił tytuł UFC Superfight Championship.                                                      |
| 28 stycznia 1996     | Zwycięstwo | 21-4-2  | Yoshiki Takahashi      | Pancrase-Truth 1                                           | Decyzja (utrata punktów)                                                                     | Runda 1, 20:00 | Jokohama, Japonia         |                                                                                                 |
| 14 grudnia 1995      | Zwycięstwo | 20-4-2  | Katsuomi Inagaki       | Pancrase-Eyes Of Beast 7                                   | Poddanie (duszenie trójkątne)                                                                | Runda 1, 3:19  | Sapporo, Japonia          |                                                                                                 |
| 8 września 1995      | Remis      | 19-4-2  | Oleg Taktarow          | UFC 7: The Brawl in Buffalo                                | Remis                                                                                        | Runda 1, 33:00 | Buffalo, USA              | Walka zakończyła się remisem z powodu braku sędziów. Obronił tytuł UFC Superfight Championship. |
| 22 lipca 1995        | Zwycięstwo | 19-4-1  | Larry Papadopoulos     | Pancrase-1995 Neo-Blood Tournament, Round 1                | Poddanie (dźwignia na ścięgno Achillesa)                                                     | Runda 1, 2:18  | Tokio, Japonia            |                                                                                                 |
| 14 lipca 1995        | Zwycięstwo | 18-4-1  | Dan Severn             | UFC 6: Clash of the Titans                                 | Poddanie (duszenie gilotynowe)                                                               | Runda 1, 2:14  | Casper, USA               | Zdobył tytuł UFC Superfight Championship.                                                       |
| 13 maja 1995         | Porażka    | 17-4-1  | Minoru Suzuki          | Pancrase-Eyes Of Beast 4                                   | Poddanie (dźwignia na staw kolanowy)                                                         | Runda 1, 2:14  | Urayasu, Japonia          |                                                                                                 |
| 7 kwietnia 1995      | Remis      | 17-3-1  | Royce Gracie           | UFC 5: The Return of the Beast                             | Remis                                                                                        | Runda 1, 36:00 | Charlotte, USA            | Walka zakończyła się remisem z powodu braku sędziów.                                            |
| 10 marca 1995        | Zwycięstwo | 17-3    | Bas Rutten             | Pancrase-Eyes Of Beast 2                                   | Poddanie (dźwignia na staw kolanowy)                                                         | Runda 1, 1:01  | Jokohama, Japonia         |                                                                                                 |
| 26 stycznia 1995     | Zwycięstwo | 16-3    | Leon Dijk              | Pancrase-Eyes Of Beast 1                                   | Poddanie (dźwignia na staw skokowy – „skrętówka”)                                            | Runda 1, 4:45  | Nagoja, Japonia           |                                                                                                 |
| 17 grudnia 1994      | Zwycięstwo | 15-3    | Manabu Yamada          | Pancrase-King Of Pancrase Tournament, Runda 2              | Decyzja jednogłośna                                                                          | Runda 1, 30:00 | Tokio, Japonia            |                                                                                                 |
| 17 grudnia 1994      | Zwycięstwo | 14-3    | Masakatsu Funaki       | Pancrase-King Of Pancrase Tournament, Runda 2              | Poddanie (duszenie trójkątne)                                                                | Runda 1, 5:50  | Tokio, Japonia            |                                                                                                 |
| 16 grudnia 1994      | Zwycięstwo | 13-3    | Maurice Smith          | Pancrase-King of Pancrase Tournament, Runda 1              | Poddanie (duszenie trójkątne)                                                                | Runda 1, 4:23  | Tokio, Japonia            |                                                                                                 |
| 16 grudnia 1994      | Zwycięstwo | 12-3    | Alex Cook              | Pancrase-King of Pancrase Tournament, Runda 1              | Poddanie (dźwignia na staw skokowy – „skrętówka”)                                            | Runda 1, 1:31  | Tokio, Japonia            |                                                                                                 |
| 15 października 1994 | Zwycięstwo | 11-3    | Takaku Fuke            | Pancrase-Road To The Championship 5                        | Poddanie (duszenie zza pleców)                                                               | Runda 1, 3:13  | Tokio, Japonia            |                                                                                                 |
| 9 września 1994      | Zwycięstwo | 10-3    | Felix Mitchell         | UFC 3: The American Dream                                  | Poddanie (duszenie zza pleców)                                                               | Runda 1, 4:34  | Charlotte, USA            |                                                                                                 |
| 9 września 1994      | Zwycięstwo | 9-3     | Christophe Leninger    | UFC 3: The American Dream                                  | Poddanie (uderzenia pięściami)                                                               | Runda 1, 4:49  | Charlotte, USA            |                                                                                                 |
| 1 września 1994      | Porażka    | 8-3     | Masakatsu Funaki       | Pancrase-Road To The Championship 4                        | Poddanie (dźwignia na szyję)                                                                 | Runda 1, 2:30  | Osaka, Japonia            |                                                                                                 |
| 26 lipca 1994        | Zwycięstwo | 8-2     | Bas Rutten             | Pancrase-Road To The Championship 3                        | Poddanie (duszenie zza pleców)                                                               | Runda 1, 16:42 | Tokio, Japonia            |                                                                                                 |
| 6 lipca 1994         | Zwycięstwo | 7-2     | Matt Hume              | Pancrase-Road To The Championship 2                        | Poddanie (dźwignia na ramię)                                                                 | Runda 1, 5:50  | Amagasaki, Japonia        |                                                                                                 |
| 21 kwietnia 1994     | Zwycięstwo | 6-2     | Ryushi Yanagisawa      | Pancrase-Pancrash! 3                                       | Poddanie (dźwignia na staw skokowy – „skrętówka”)                                            | Runda 1, 7:30  | Osaka, Japonia            |                                                                                                 |
| 19 stycznia 1994     | Porażka    | 5-2     | Minoru Suzuki          | Pancrase-Pancrash! 1                                       | Poddanie (skrętówka + dźwignia na staw kolanowy)                                             | Runda 1, 7:37  | Jokohama, Japonia         |                                                                                                 |
| 8 grudnia 1993       | Zwycięstwo | 5-1     | Andre Van Den Oetelaar | Pancrase-Yes, We are Hybrid Wrestlers 4                    | Poddanie (dźwignia na staw skokowy – „skrętówka”)                                            | Runda 1, 1:04  | Hakata, Japonia           |                                                                                                 |
| 12 listopada 1993    | Porażka    | 4-1     | Royce Gracie           | UFC 1 – The Beginning                                      | Poddanie (duszenie gi)                                                                       | Runda 1, 0:57  | Denver, USA               |                                                                                                 |
| 12 listopada 1993    | Zwycięstwo | 4-0     | Patrick Smith          | UFC 1 – The Beginning                                      | Poddanie (dźwignia na staw skokowy – „skrętówka”)                                            | Runda 1, 1:49  | Denver, USA               |                                                                                                 |
| 8 listopada 1993     | Zwycięstwo | 3-0     | Takaku Fuke            | Pancrase-Yes, We are Hybrid Wrestlers 3                    | Poddanie (duszenie zza pleców)                                                               | Runda 1, 0:44  | Kobe, Japonia             |                                                                                                 |
| 14 października 1993 | Zwycięstwo | 2-0     | Yoshiki Takahashi      | Pancrase-Yes, We are Hybrid Wrestlers 2                    | Poddanie (dźwignia na staw skokowy – „skrętówka”)                                            | Runda 1, 12:23 | Nagoja, Japonia           |                                                                                                 |
| 21 września 1993     | Zwycięstwo | 1-0     | Masakatsu Funaki       | Pancrase-Yes, We are Hybrid Wrestlers 1                    | Poddanie (duszenie)                                                                          | Runda 1, 6:15  | Urayasu, Japonia          |                                                                                                 |

źródło: sherdog.com.

#### Walki na mieszanych zasadach
| Data                | Wynik      | Rekord | Przeciwnik         | Gala               | Metoda               | Runda, Czas   | Miejsce        | Uwagi |
| 4 października 1992 | Zwycięstwo | 1–0    | Don Nakaya Nielsen | PWFG Stack of Arms | Poddanie (americana) | Runda 1, 0:44 | Tokio, Japonia |       |

#### Kickboxing
| Data         | Wynik   | Rekord | Przeciwnik     | Gala                                 | Metoda                  | Runda, Czas | Miejsce        | Uwagi |
| 31 maja 1994 | Porażka | 0–1    | / Frank Lobman | Pancrase: Road to the Championship 1 | Nokaut (prawy low kick) | Runda 2,?   | Tokio, Japonia |       |

### Inne sporty walki, media i przedsięwzięcia
Jego postać pojawiła się w kilku grach komputerowych: WCW vs. the World, WWF War Zone, WWF Attitude, WWF WrestleMania 2000, WWF SmackDown!, WWF SmackDown! 2: Know Your Role (ukryta postać), WWF No Mercy, UFC: Tapout 2, UFC: Sudden Impact, EA Sports MMA, WWE ’13 i WWE 2K16.
W 1994 na fali wzrastającej popularności mieszanych sztuk walki Shamrock założył własną organizację MMA, będącej również ośrodkiem treningowym o nazwie Lion’s Den. Początkowo organizacja swoją siedzibę miała w Susanville w Kalifornii. Następnie została przeniesiona do Reno w Newadzie, a od 2020 mieści się w Dallas w Teksasie.
W 1995 wystąpił cameo w filmie science fiction Zabójcza perfekcja u boku Denzela Washingtona, a w 1997 w niskobudżetowym filmie pt. Champions u boku Danny’ego Trejo. W 1998 napisał książkę pt. Inside The Lion’s Den, w której opisał początki swojej kariery w mieszanych sztukach walki. W 1999 pojawił się w serialu komediowym Różowe lata siedemdziesiąte (odcinek That Wrestling Show) wraz z Dwayne’em „The Rockiem” Johnsonem.
Również w 2019 oznajmił, że ma zamiar założyć federację boksu na gołe pięści, którą nazwał Valor Bare Knuckle. Pierwszą galę swojej federacji zorganizował we wrześniu 2019.

### Styl walki i krytyka kariery
Styl walki Shamrocka zmieniał się na przestrzeni lat. W początkach jego kariery preferował „wybuchowy grappling okraszony szybkością, mocą, zwinnością i siłą fizyczną”, jak również bazował na shootfightingu (shoot style wrestlingu), który trenował pod okiem Masakatsu Funakiego w federacji Pancrase. Po 2000 roku zmienił styl walki na bardziej „statyczny”, co miało związek z licznymi kontuzjami jakich doznał podczas występów w WWF.
Jeremy Botter z portalu Heavy.com określił Kena Shamrocka w 2010 następującym komentarzem: „Ken Shamrock był niegdyś najtwardszym człowiekiem na planecie. We wczesnych latach mieszanych sztuk walki trudno było znaleźć kogoś kto budziłby większy strach niż Shamrock. Jego umięśniona i wyrzeźbiona sylwetka… Jego intensywność nie miała sobie równych w tym sporcie, a jego zestaw poddań uczynił go bardzo realnym zagrożeniem dla każdego przeciwnika, z którym się mierzył w tych wczesnych latach. Ale te wczesne lata były dawno temu, a Shamrock nie jest już nawet skorupą człowieka, którym był kiedyś”.
Po gali Impact PC 2 w 2010 jaka odbyła się w australijskim mieście Sydney, Dave Meltzer skomentował udział m.in. Kena Shamrocka w tym wydarzeniu następująco: „Pay-per-view Impact Fighting Championship w Sydney było smutnym przypomnieniem tego, co może przynieść przyszłość wielu dzisiejszym gwiazdom. Ken Shamrock, Carlos Newton, Murilo Bustamante, Pedro Rizzo i Josh Barnett byli w różnych momentach mistrzami UFC lub byli przygotowywani do zostania gwiazdami. Ale byli tam, po drugiej stronie świata, walcząc przed cichymi, małymi tłumami w atmosferze, która prawie nie przypominała udziału w dynamicznie rozwijającym się sporcie”.
Komentator WWE Jim Ross przed walką (w formule MMA) Shamrocka z Bobbym Lashleyem (która nie doszła ostatecznie do skutku) na początku 2009 udzielił kolejnego komentarza: „Był czas kiedy widziałem weterana, 45-letniego Shamrocka, byłą supergwiazdę WWE, szkolącego nowicjusza w MMA Lashleya, ale ten statek już dawno odpłynął. Mam wielki szacunek dla Kena, ale nie był [Shamrock] mile widziany w oktagonie, klatce, gdziekolwiek i [dlatego] musi uczyć, trenować i przestać walczyć… Kenny walczy o jeszcze jeden dzień wypłaty, podczas gdy Lashley walczy o ustawienie tego, co jak ma nadzieję będzie [dla niego] długoterminową, lukratywną karierą w MMA”.

### Tytuły i osiągnięcia

#### Mieszane sztuki walki
- George Tragos/Lou Thesz Professional Wrestling Hall of Fame
  - George Tragos Award (2020)[32]
- Ultimate Fighting Championship
  - UFC Hall of Fame (wprowadzenie inauguracyjne w skrzydle „Pionierów”; 2003)
  - UFC Superfight Championship (1 raz, pierwszy mistrz)
  - Dwukrotnie obroniony tytuł UFC Superfight Championship
  - Finalista turnieju podczas gali UFC 3
  - Półfinalista turnieju podczas gali UFC 1
  - Półfinalista turnieju Ultimate Ultimate 1996
  - Najdłuższa walka w historii UFC (36 minut) – z Royce’m Gracie na gali UFC 5
  - Zdobywca nagrody UFC Viewer’s Choice Award
- Pancrase Hybrid Wrestling
  - King of Pancrase (1994)
  - Zwycięzca turnieju King of Pancrase
  - Jednokrotnie obronił tytuł
  - Pierwszy w historii mistrz federacji Pancrase
- Pride Fighting Championships
  - Zwycięzca turnieju Pride Grand Prix 2000 Finals
- World Mixed Martial Arts Association
  - WMMAA Heavyweight Championship (1 raz)
- Black Belt Magazine
  - Nagroda Full-Contact Fighter of the Year (2000)
- Wrestling Observer Newsletter
  - Najlepszy feud (2002) vs Tito Ortiz
  - Najlepszy feud (2006) vs Tito Ortiz

#### Wrestling
- Battle Championship Wrestling
  - BCW Tag Team Championship (1 raz) – z Carlo Cannonem
- NWA: Total Nonstop Action/Impact Wrestling
  - NWA World Heavyweight Championship (1 raz)
  - Gauntlet for the Gold (2002 – Heavyweight)
  - Impact Hall of Fame (2020)
- Pro Wrestling Illustrated
  - Największy progres roku (1997)
  - sklasyfikowany na 8. miejscu wśród 500 najlepszych wrestlerów w zestawieniu PWI 500 w 1998.
  - Sklasyfikowany na 226. miejscu wśród 500 najlepszych wrestlerów w zestawieniu „PWI Years” w 2003.
- South Atlantic Pro Wrestling
  - SAPW Heavyweight Championship (1 raz)
  - Zwycięzca turnieju o tytuł SAPW Heavyweight Championship (1991)
- World Wrestling Federation
  - WWF Intercontinental Championship (1 raz)
  - WWF Tag Team Championship (1 raz) – z Big Boss Manem
  - Zwycięzca turnieju King of the Ring (1998)

## Życie prywatne
Jego przyrodnim bratem jest Frank Shamrock – również zawodnik mieszanych sztuk walki. Ken Shamrock był dwukrotnie żonaty. Z Tiną Ramirez, z którą rozwiódł się w 2004 ma czworo dzieci – synowie: Ryan Robert (ur. 1988), Connor Kenneth (ur. 1991), Sean Garret (ur. 1993) oraz córka – Fallon Marie (ur. 1996). W 2005 ożenił się z Tonyą, z którą znał się od dzieciństwa – jest ojczymem jej trójki dzieci.
W sierpniu 2012 prowadzono śledztwo przeciwko niemu pod kątem rzekomej napaści na kobietę w centrum handlowym w Modesto w Kalifornii. Według policyjnego raportu Shamrock interweniował gdy zobaczył dwie osoby biorące udział w bójce, a kiedy chciał przerwać bijatykę, jedna z kobiet wskoczyła na plecy Shamrocka i próbowała go dusić. Następnie Shamrock zrzucił ją i kontynuował uderzenia pięściami, które pozbawiły ją przytomności. Shamrock zeznał, że pomylił ją z mężczyzną i stwierdził, że gdyby rozpoznał tę osobę jako kobietę, zaprzestałby uderzeń. Nie wniesiono żadnych zarzutów, ponieważ policja w Modesto ustaliła, że Shamrock działał w samoobronie.